# Говор Каламама
Говор Каламама (пали: Kalama Sutta) је Будин говор чувен по томе што охрабрује сумњу и слободно истраживање, довођење у питање и учења и учитеља, што је нетипично за било коју религију.
Дух читавог говора указује на учење које је лишено искључивости, слепе вере, догматизма и нетрпељивости. Буда га је одржао у месту Кесарија (раније Кесапута), у области у којој је живео народ Калама.
Говор је сачуван у оквиру Пали канона.

## Позадина
Пошто се Кесапута налазила на ивици шуме погодне за живот у самоћи, служило је као успутна станица многим групама аскета. Захваљујући њиховим честим задржавањима у граду, становници су имали прилике да упознају многа филозофска и религијска учења, али су их противречности међу њима остављале збуњенима у шта да верују и коме да се приклоне. Када су Каламе дошле да слушају Буду, он не иде трагом осталих учитеља, који хвале сопствено учење, а куде остала. Он одлучује да их ка разумевању упути супротним путем.

### Лоша мерила
Затим Буда наводи десет погрешних мерила за прихватање неког учења као истинитог:
- предаја (anussava), која је, према казивању свештеника, потекла од божанства, а потом усмено преношена с генерације на генерацију;
- традиција (paramparā), која се такође преноси с генерације на генерацију, а својом старином задобија статус ауторитета;
- гласине или препричавања (itikirā), раширено мишљење у групи људи или општи консензус;
- свети текстови (piṭaka sampadāna), који се сматрају божјом објавом, те стога непогрешивим.
- логичко домишљање (takkahetu),
- посредно закључивање, на основу знакова и наговештаја (nayahetu),
- здраворазумско закључивање (akaraparivitakkena)
- дедуктивно закључивање, у складу с усвојеним гледиштем (ditthiniđđhanakkhantiya).
- харизма говорника, што може укључити високу титулу, велики број присталица и тако даље;
- приврженост учитељу (скт. guru; пāли: garu).

### Права мерила
Када је указао на погрешна мерила, Буда даје савет како проценити:
Каламе, тек када се сами уверите: ’Ове ствари су штетне, ове ствари су срамотне, њих критикују и мудраци; ономе ко их чини доносе штету и патњу’, тек тада их напустите.— Буда
Будин критеријум је прагматичан, усмерен на човекову добробит, на универзалну тежњу за избегавањем патње и достизањем среће. Чак иако занемаримо бригу о животу после смрти, још увек имамо јак разлог да се клонимо штетних стања ума попут похлепе, беса, мржње, зависти или обмане, као и штетних поступака какви су убијање, крађа, лагање, оговарање и слично. Они нам наносе штету већ овде и сада, а њихово избегавање срећу мирне савести.

## Тумачења
Говор Каламама се понекад тумачи да треба да се ослонимо искључиво на сопствено искуство како бисмо утврдили је ли неко учење тачно или погрешно. Међутим, иако Буда одвраћа од ослањања на слепу веру, он ипак не заговара искључиву меродавност личног става у духовним стварима. Међу мерилима за трезвено промишљање стоји и мишљење мудрих. Изгледа да говор промовише приступ корак по корак: као препоруку узимамо савет од онога кога сматрамо мудрим, затим ту препоруку проверавамо кроз искуство, анализирамо које нам резултате доноси и, ако се покаже корисним, усвајамо га. Ако се, пак, испостави да придржавање тог савета штети нашој добробити, треба га потпуно одбацити, без обзира на речитост и харизматичност „учитеља” и друга мерила која му иду у прилог.
Овај говор такође тпоказује да мотив за врлину није нужно само веровање у живот после смрти, већ срећа кроз превладавање похлепе, мржње и обманутости већ у овом животу.